# CXPI
Das CXPI (Clock eXtension Peripheral Interface) ist ein serielles Kommunikationssystem für die Vernetzung von Sensoren, Aktoren und Human-Machine Interfaces in meist automobilen Anwendungen. Es
wurde entwickelt, um bestimmte Nachteile des weit verbreiteten LIN Busses zu überwinden, teilt sich mit diesem jedoch weitgehend den Physical Layer.
Als Industriestandard wurde die CXPI-Spezifikation von der SAE unter der Nummer J3076 als Standard aufgenommen.
Ebenso als ISO-Standard ISO 20794-4.

## Die CXPI-Spezifikation
Die CXPI Topologie folgt weitgehend der LIN Topologie aus einem Master und einem oder mehreren Slaves, jedoch mit höherer möglicher Clock-Rate. Auf der Protokollseite ist ein wichtiger Unterschied eine eingebettete Clock im Gegensatz zum Lin Bus. Im Gegensatz zum LIN beinhaltet der CXPI Standard auch einen Überstromschutz, den es jedoch in der CAN Spezifikation standardisiert gibt. Die Spezifikation des Slaves kennt zwei Netzknotenzustände: Sleep-Mode und Normal-Mode. Das CXPI beinhaltet somit einige Eigenschaften des LIN und einige des CAN-Bussystems.